# Trọng tải tịnh

Trọng tải tịnh được tính bằng cách đo thể tích bên trong của tàu và áp dụng các công thức toán học.

Trọng tải tịnh (còn gọi là trọng tải ròng, dung tích tịnh và dung tích ròng; tiếng Anh: net tonnage, thường được viết tắt là NT, N.T. hoặc nt) là một chỉ số không thứ nguyên được tính từ tổng thể tích khuôn mẫu của không gian chứa hàng hóa trên tàu bằng cách sử dụng một công thức toán học. Được xác định trong Công ước quốc tế về đo lường trọng tải tàu được Tổ chức Hàng hải Quốc tế thông qua vào năm 1969, trọng tải ròng đã thay thế trọng tải tịnh đăng kí trước đó (NRT) biểu thị dung tích có thể thu nhận của tàu bằng tấn đăng ký, đơn vị thể tích bằng 100 foot khối (2,83 m3). Trọng tải tịnh được sử dụng để tính toán các chức năng, nhiệm vụ của cảng và không nên lấy dưới 30% dung tích toàn phần của tàu.
Trọng tải tịnh không phải là thước đo trọng lượng của tàu hoặc hàng hóa của nó và không nên nhầm lẫn với các thuật ngữ như trọng tải toàn phần hoặc chuyển vị. Ngoài ra, không giống như trọng tải tịnh đăng ký, trọng tải tịnh là đại lượng không thứ nguyên và do đó không thể được gán với "tấn" hoặc "tấn ròng".

## Phương pháp tính toán

### 12 hành khách trở xuống
Tính toán trọng tải tịnh được xác định trong Quy định 4 của Phụ lục 1 của Công ước quốc tế về đo lường trọng tải tàu, 1969. Nó dựa trên hai biến số chính:
- Vc, tổng khối lượng không gian chưaa hàng hóa của tàu tính bằng mét khối (m³),
- d, khuôn mớn nước ở giữa con tàu tính bằng mét
- D, độ sâu của con tàu tính bằng mét

Bước đầu tiên trong tính toán NT là tìm giá trị được gọi là K2, một số nhân dựa trên Vc. Nó có được bằng cách sử dụng công thức sau đây:
{\displaystyle K_{2}=0.2+0.02\times \log _{10}(V_{c})}
Và sau đó ba giá trị này được sử dụng để tính NT bằng công thức này:
{\displaystyle NT=K_{2}\times V_{c}\times ({\tfrac {4d}{3D}})^{2}}
Yếu tố {\displaystyle ({\tfrac {4d}{3D}})^{2}} sẽ không vượt quá 1, công thức {\displaystyle K_{2}\times V_{c}\times ({\tfrac {4d}{3D}})^{2}} sẽ không nhỏ hơn 0,25 GT và giá trị cuối cùng của NT sẽ không được dưới 0,30 GT.

### 13 hành khách trở lên
Khi tính NT cho các tàu được chứng nhận chở 13 hành khách trở lên, một cách tính bổ sung được sử dụng trong công thức NT. Nó dựa trên ba biến bổ sung:
- GT, dung tích toàn phần của tàu,
- N1, số lượng hành khách trong cabin với có không quá 8 thủy thủ đoàn
- N2, số lượng hành khách khác

Đầu tiên, một hệ số nhân K3, dựa trên tổng trọng tải của tàu được tìm ra,
{\displaystyle K_{3}={\frac {1.25\times (GT+10000)}{10000}}}
Sau đó, trọng tải tịnh được tính toán:
{\displaystyle NT=K_{2}\times V_{c}\times ({\tfrac {4d}{3D}})^{2}+K_{3}\times (N_{1}+{\frac {N_{2}}{10}})}
Phần tử {\displaystyle ({\tfrac {4d}{3D}})^{2}} không được lớn hơn đơn vị, công thức {\displaystyle K_{2}\times V_{c}\times ({\tfrac {4d}{3D}})^{2}} sẽ không nhỏ hơn 0,25 GT và giá trị cuối cùng của NT sẽ không được dưới 0,30 GT.
Sự khác biệt giữa các trường hợp dưới 12 hành khách và 13 hành khách trở lên là do một hạn chế được đưa ra trong định nghĩa trọng tải tịnh quy định: "... khi N1 + N2 nhỏ hơn 13, N1 và N2 sẽ lấy bằng không."

## Sử dụng
Tại Hoa Kỳ, trọng tải tịnh được sử dụng để xác định đủ điều kiện đăng ký thuyền với chính phủ liên bang. Các tàu có trọng tải tịnh từ năm trở lên đủ điều kiện đăng ký liên bang và không bắt buộc phải hiển thị số đăng ký của tiểu bang. Hầu hết các tàu dài hơn 25 foot (7,6 m) có trọng tải tịnh từ năm trở lên.